# William Clifford
William Clifford (Nova Orleans, 1878 - 23 de desembre de 1941) va ser un actor i guionista estatunidenc del cinema mut. Va aparèixer en 170 pel·lícules entre 1910 i 1929. També va escriure per a 30 pel·lícules entre 1913 i 1919.
Clifford va néixer a Nova Orleans el 1878 i es va formar en veu i música a Toronto, Canadà.
Al principi de la seva carrera, Clifford va actuar com a intèrpret secundari durant 18 anys abans de formar la seva pròpia companyia de repertori que va fer una gira pels Estats Units. També va ser el protagonista de "Prisoner of Zenda" d'Earnest Shipman.
Va morir a Los Angeles.

## Filmografia selecta
- The Immortal Alamo (1911)
- The Mission Waif (1911)
- When Lincoln Paid (1913 - guió)
- The Werewolf (1913)
- The Battle of Bull Run (1913)
- Threads of Destiny (1914)
- The Second in Command (1915)
- The Silent Voice (1915)
- Nearly a King (1916) (guió)
- A Corner in Cotton (1916)
- My Lady Incog (1916), wrote
- The Island of Desire (1917)
- A Tale of Two Cities (1917)
- Pay Me! (1917)
- The Avenging Trail (1917)
- The Square Deceiver (1917)
- Broadway Bill (1918)
- The Landloper (1918)
- Gambling in Souls (1919)
- The U.P. Trail (1920)
- The Confession (1920)
- Riders of the Dawn (1920)
- The Sagebrusher (1920)
- The Notorious Miss Lisle (1920)
- The Dwelling Place of Light (1920)
- The Money Changers (1920)
- The Turning Point (1920)
- The Man of the Forest (1921)
- Sowing the Wind (1921)
- The Mask (1921)
- The Isle of Love (1922)
- Ashes of Vengeance (1923)
- Stepping Lively (1924)
- See You in Jail (1927)